# Leptacis indica
Leptacis indica är en stekelart som beskrevs av Durgadas Mukerjee 1978. Leptacis indica ingår i släktet Leptacis och familjen gallmyggesteklar. Inga underarter finns listade i Catalogue of Life.